# MastCam-Z

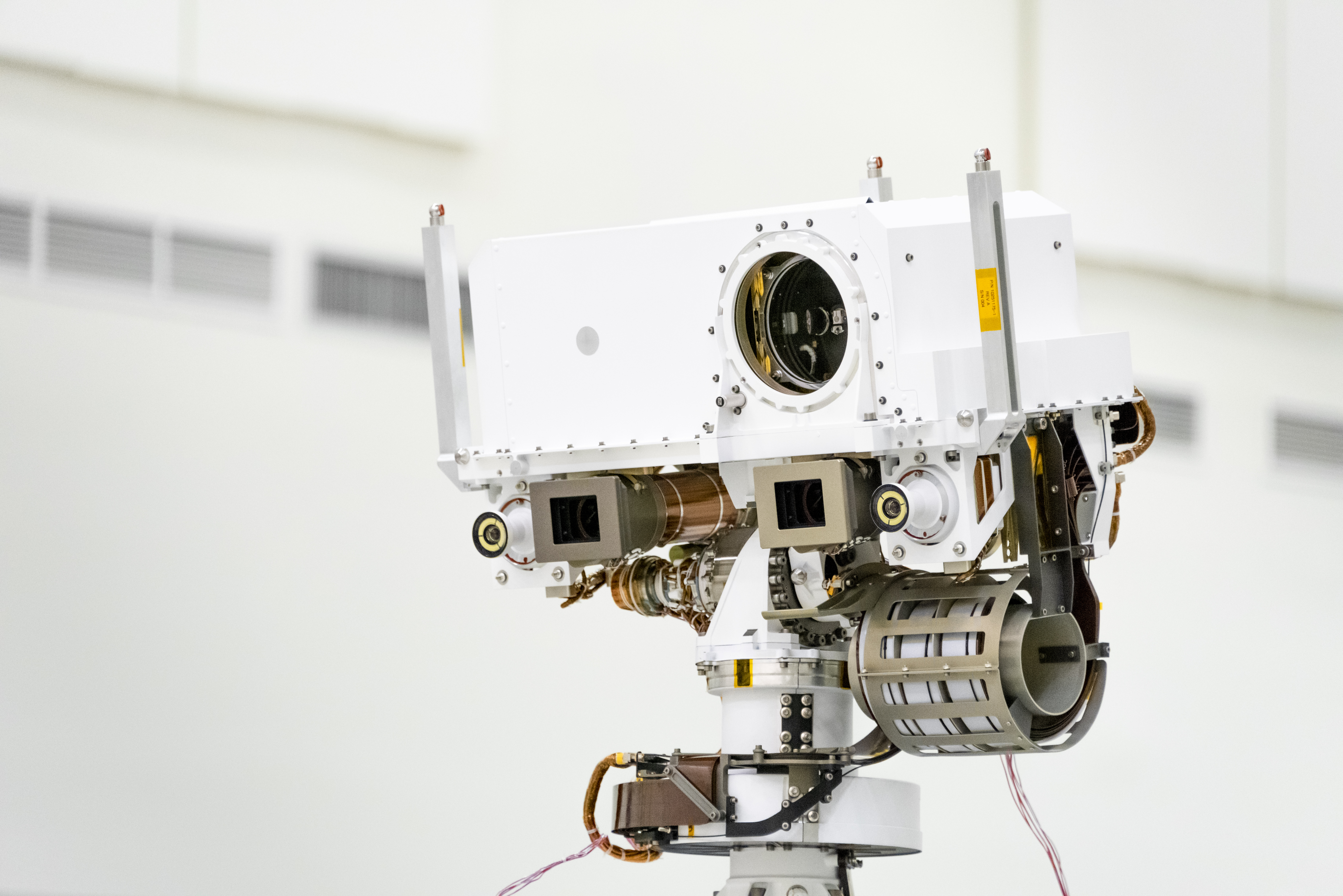
Zařízení MastCam-Z

MastCam-Z je kamera, která vznikla v rámci mise Mars 2020. Je umístěna na roveru Perseverance. Jde o hlavní kameru roveru. MastCam-Z je vylepšenou verzí kamery MastCam, která je umístěna na roveru Curiosity americké agentury NASA. Šéfem vývoje, který probíhal především v Malin Space Systems v San Diegu v Kalifornii, je James Bell z Arizonské státní univerzity. Zařízení se zaměřuje především na RGB, ale dokáže snímat i ultrafialové záření.

## Název
Název MastCam-Z je odvozen od kamery MastCam, která byla umístěna na roveru Curiosity.  Slovo mast v angličtině znamená stožár, protože kamera je umístěna na vrcholu stožáru roveru, slovo cam je pak zkratkou slova camera, což v angličtině znamená kamera. Písmeno Z pak znamená zoom.

## Technologie
Zařízení je vyrobeno tak, aby mělo co největší rozlišení - dokáže zaznamenat objekt o rozměrech 7,2 mm×7,2 mm na vzdálenost několika desítek metrů. Kamera se může otáčet o 360° a o 180° nahoru a dolů. Díky tomu dokáže zabrat úplné okolí roveru. Kamera také dokáže dělat 3D snímky. Zařízení dokáže zoomovat, což jeho předchůdce MastCam neuměl. Zařízení také dokáže dělat panoramata ve vysokém rozlišení. Tyto fotografie jsou však složeny z desítek menších fotografií ve vysokém rozlišení.

## Cíle
Zařízení MastCam-Z má na Marsu tři hlavní cíle:
- Najít místa, kde v historii mohla být voda
- Najít místa, na kterých jsou stopy života
- Pořídit 360° snímky Marsu

## Technické specifikace[1]
- Umístění: na stožáru roveru
- Hmotnost: 4 kg
- Napájení: 17,4 Wattu
- Rozměry: 
  - Kamera: 11×12×26 centimetrů
  - Elektronika uvnitř roveru: 22×12×5 cm
  - Kalibrační cíl: 10×10×7 cm
- Vracení dat: 148 Mb/sol
- Velikost snímků: 1600x2000 pixelů
- Kvalita barev: 2 megapixely
- Rozlišení snímků: 150 mikrometrů na pixel - 7,4 mm na pixel (v závislosti na vzdálenosti)

## Vývoj
Vývoj probíhal především v Malin Space Systems v San Diegu v Kalifornii. Šéfem vývoje zařízení byl Jim Bell, vedoucím vývoje pak byl Bruce Betts.

## Galerie

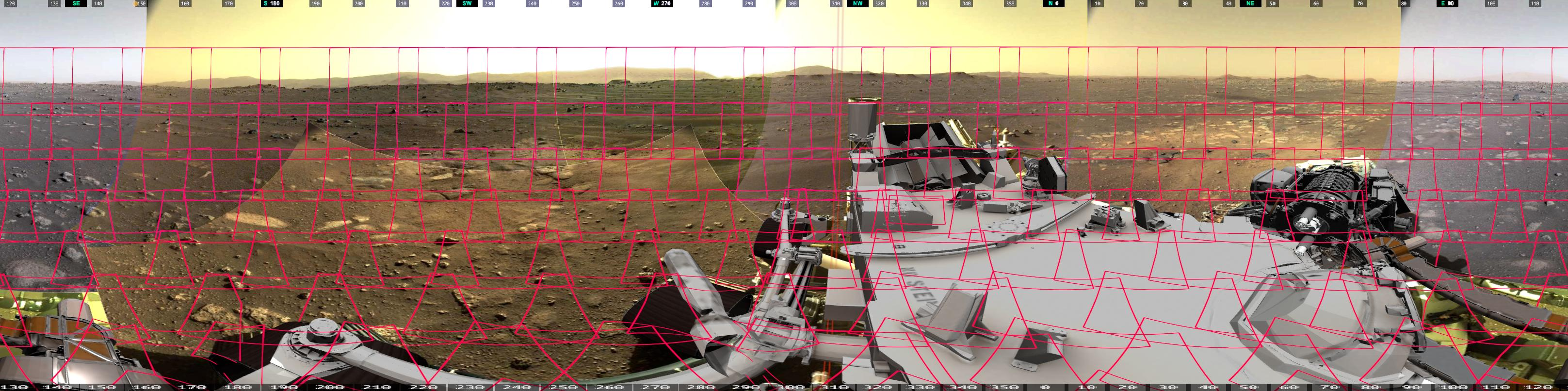
Panoramatcký snímek z MastCam-Z složený z mnoha menších obrázků
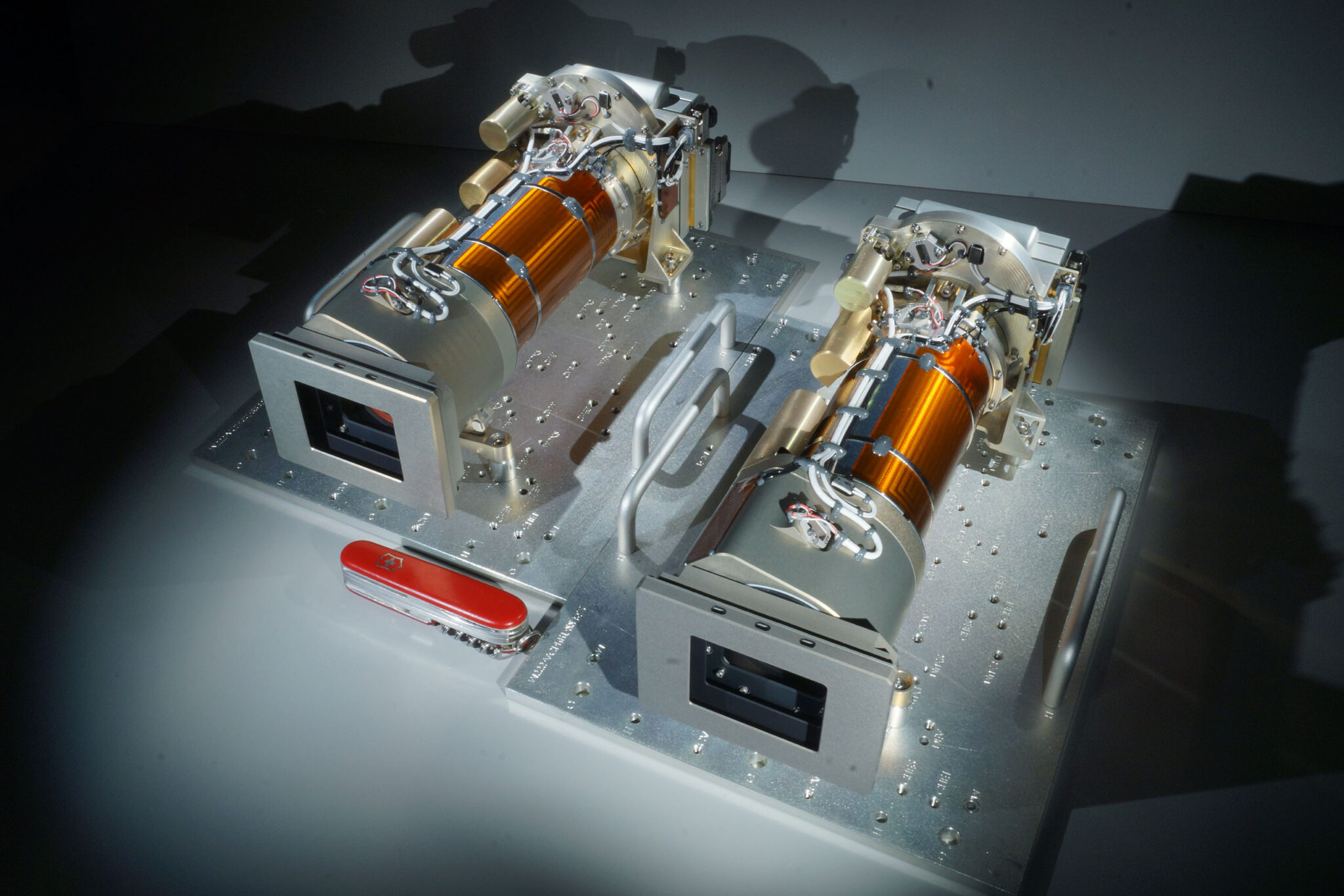
MastCam-Z mimo rover
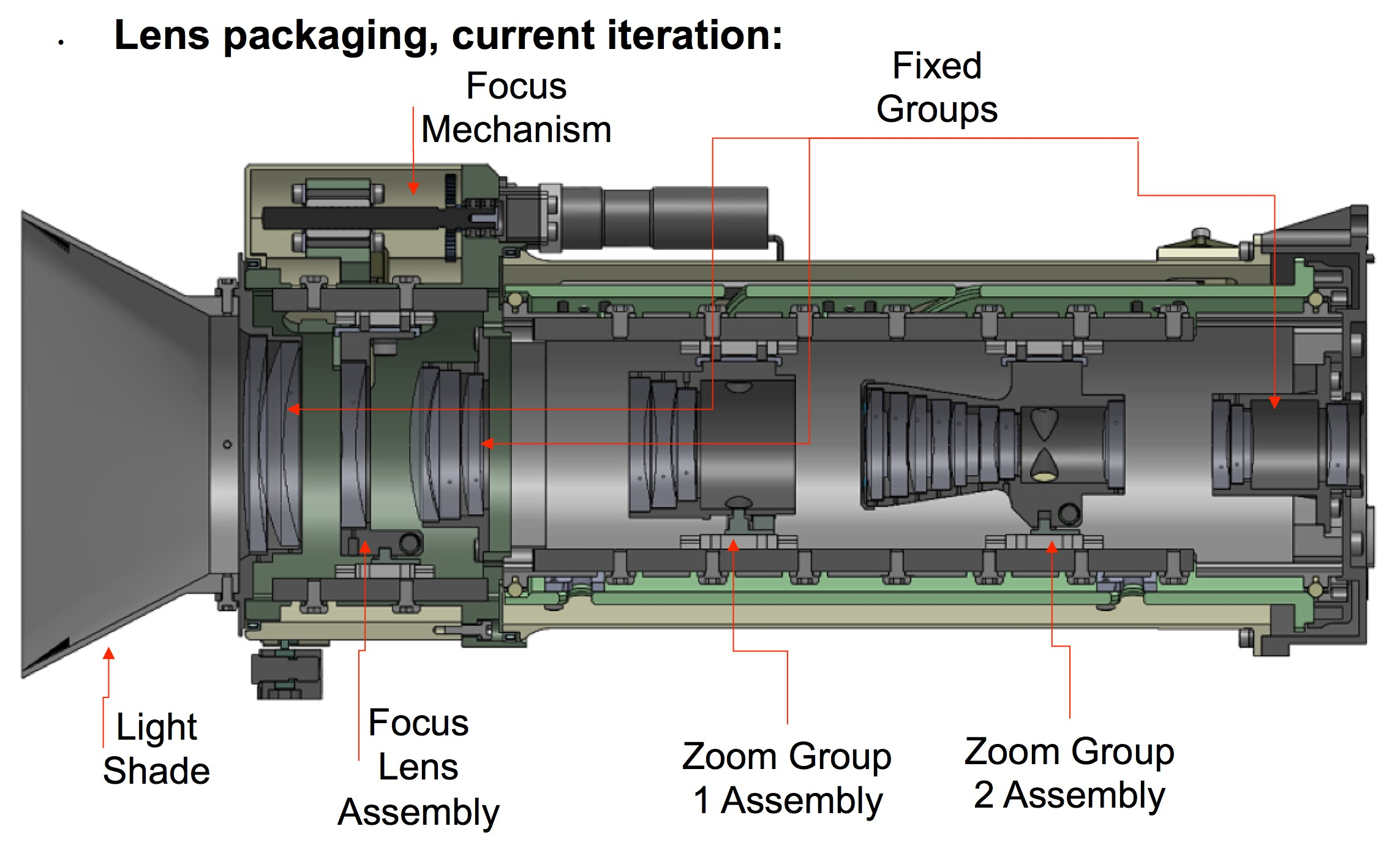
Nákres zařízení MastCam-Z
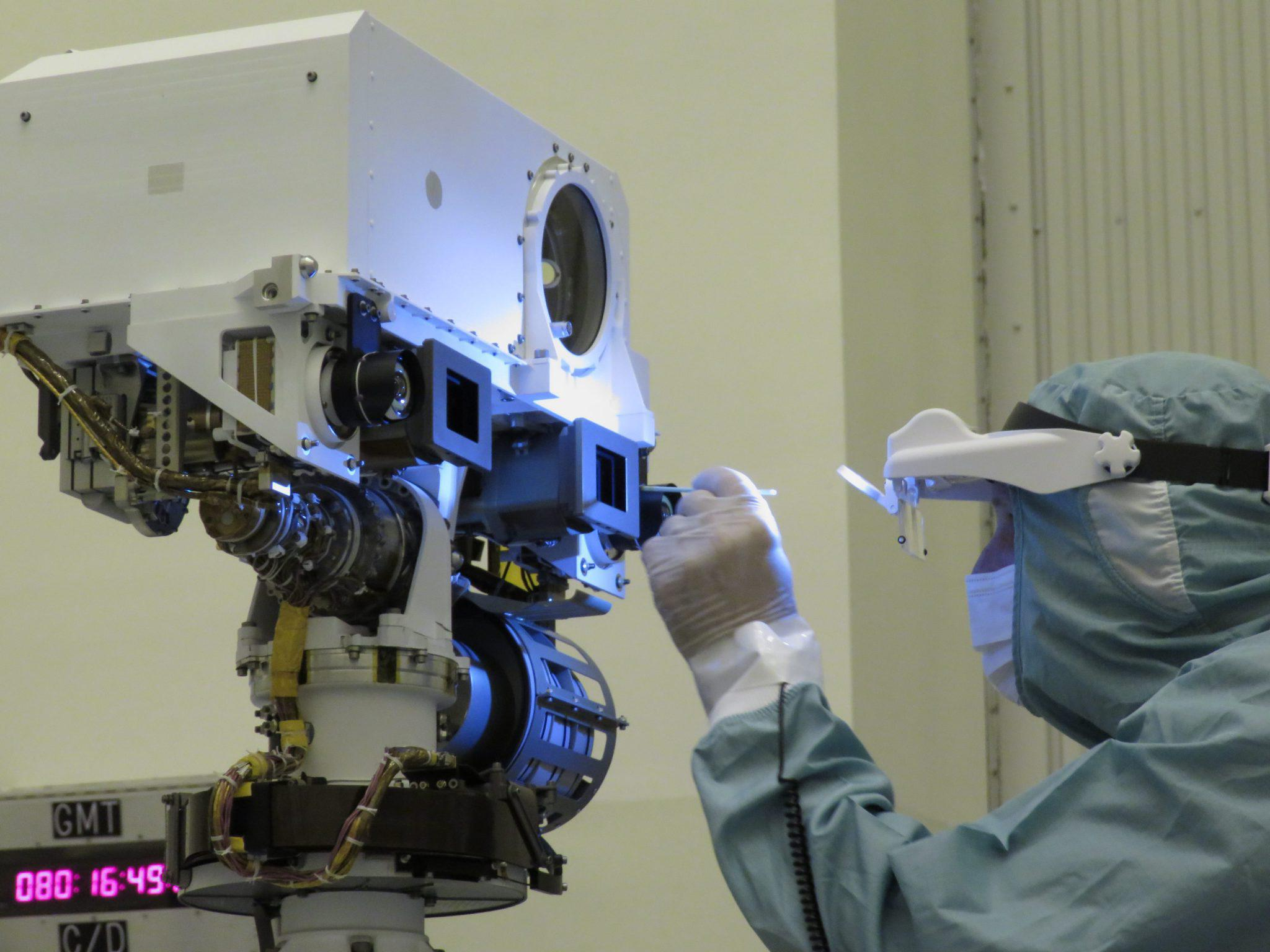
MastCam-Z během testování
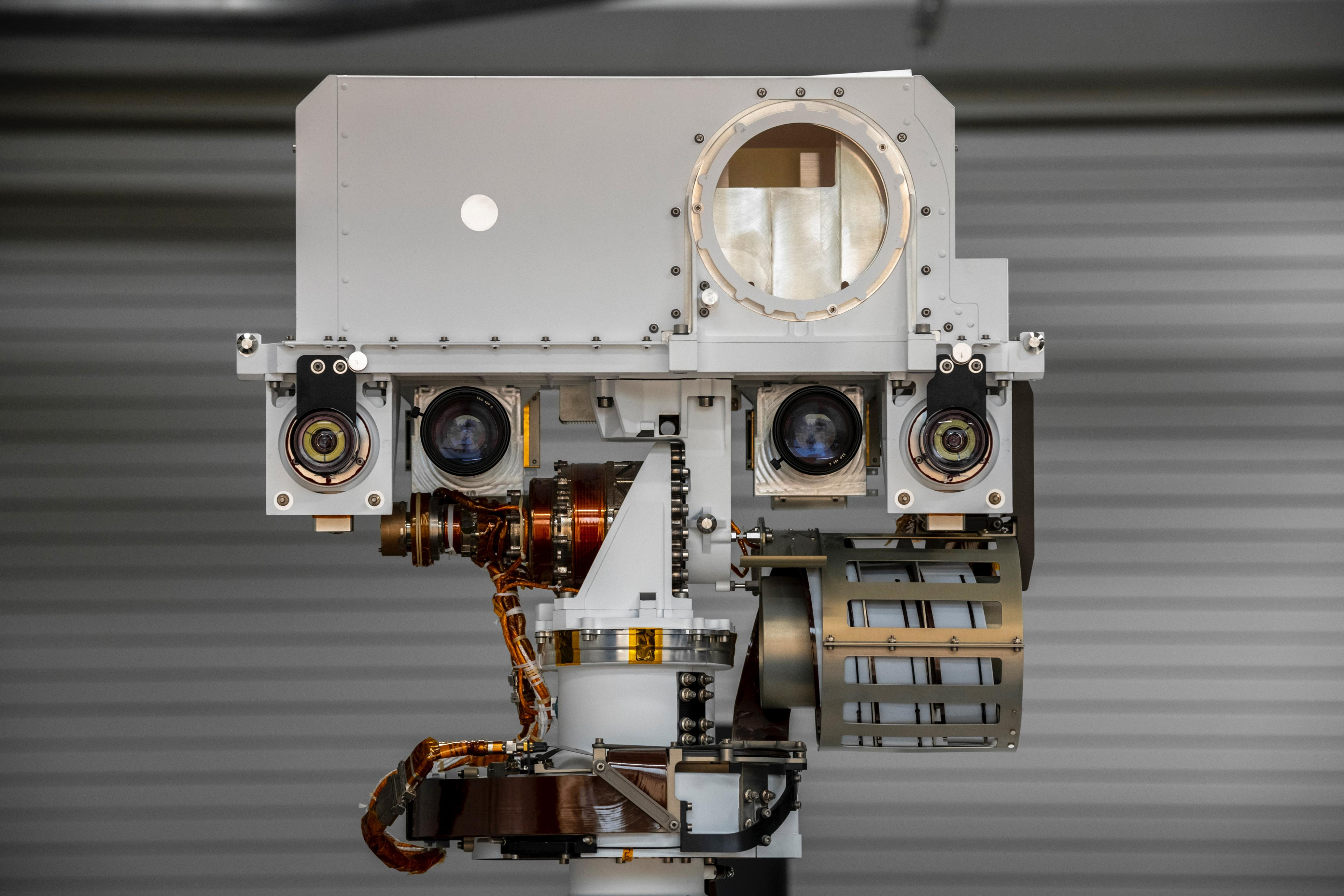
MastCam-Z na stožáru roveru